# 4-idrossibenzoil-CoA reduttasi
La 4-idrossibenzoil-CoA reduttasi è un enzima appartenente alla classe delle ossidoreduttasi, che catalizza la seguente reazione:
benzoil-CoA + accettore + H2O ⇄ 4-idrossibenzoil-CoA + accettore ridotto
Una flavoproteina molibdeno-ferro-zolfo che è coinvolta nella via anaerobica del metabolismo dei fenoli nei batteri. La ferrodoxina con due gruppi [4Fe-4S] funge da naturale donatore di elettroni (3).